# Haftzugfestigkeit
Die Haftzugfestigkeit (ungenau auch Abreißfestigkeit), Formelzeichen {\displaystyle \beta _{HZ}}, dient als Kennwert für die Adhäsion oder Haftung von Schichten wie Putzen, Estrichen, Beschichtungen oder Anstrichen auf Betonoberflächen. Sie wird mit Hilfe der Haftzugprüfung (selten auch Abreißversuch) ermittelt.
Die Haftzugprüfung unterscheidet sich hinsichtlich des Prüfgerätes und des Prüfablaufs nicht von der Oberflächenzugfestigkeitsprüfung an Betonoberflächen. Die Oberflächzugfestigkeitsprüfung bestimmt jedoch im Gegensatz zur Haftzugprüfung die Kohäsion an der Betonrandzone.

## Prüfverfahren
Nach DIN EN ISO 4624 wird die Haftzugfestigkeit unter definierten Bedingungen (Messfläche, Temperatur, Abzugsgeschwindigkeit u. a.) ermittelt. Ein auf der Beschichtung des Prüfkörpers aufgeklebter Stempel (Prüfstempel) wird mittels einer Zugprüfmaschine senkrecht zur Prüfkörperoberfläche gleichmäßig langsam bis zum Abriss (Bruch) abgezogen. Beim Abriss trennt sich die Beschichtung inklusive aufgeklebtem Stempel von der Oberfläche des Prüfkörpers. Daher muss die Klebung auf der Beschichtung stärker haften als die Beschichtung auf dem Prüfkörper.
Die Haftzug-Abrissfestigkeit kann im Messwert nie höher liegen als die Eigenfestigkeit {\displaystyle \beta _{Z}} der einzelnen Komponenten Prüfkörper und Beschichtung, wobei in einem Verbund immer das schwächste Glied maßgebend ist:
{\displaystyle \beta _{HZ}\leq {\text{min}}(\beta _{Z1},\beta _{Z2})}
Neben dem Messwert ist die Beschreibung des Bruchortes maßgebend: wo ist der Bruch entstanden?.

## Normen und Standards
- DIN EN ISO 4624 Beschichtungsstoffe - Abreißversuch zur Beurteilung der Haftfestigkeit
- DIN EN 1542 Produkte und Systeme für den Schutz und die Instandsetzung von Betontragwerken - Prüfverfahren – Messung der Haftfestigkeit im Abreißversuch
- DIN EN 13596 - Abdichtungsbahnen – Abdichtungssysteme auf Beton für Brücken und andere Verkehrsflächen – Bestimmung der Abreißfestigkeit
- DIN EN 1015-12 - Prüfverfahren für Mörtel für Mauerwerk – Bestimmung der Haftzugfestigkeit von erhärtetem Putzmörtel